# Флаг Винницы
Флаг Винницы (укр. Прапор Вінниці) — официально утверждённый символ города Винница Винницкой области Украины, прямоугольное полотнище с соотношением сторон 1:1, на красном фоне которого изображен герб города. Флаг с трёх сторон (кроме стороны от древка) имеет наличник из белых равносторонних треугольников шириной в 1/8 от ширины флага.
Флаг утвержден 16 мая 1993 решением № 1108/28 сессии Винницкого городского совета.
Красный цвет на флаге символизирует храбрость, мужество и бесстрашие жителей города в борьбе с захватчиками, а белый цвет — чистоту помыслов.